# Centaurée alpestre
Centaurea scabiosa subsp. alpestris
Sous-espèce
La Centaurée alpestre ou Centaurée des Alpes (Centaurea scabiosa subsp. alpestris) est une sous-espèce de Centaurea scabiosa, plante vivace de la famille des Astéracées. On la trouve notamment dans les Alpes.

## Synonymes
- Acrocentron alpestre (Hegetschw.) Á.Löve & D.Löve[1]
- Centaurea alpestris Hegetschw.[1]
- Centaurea calcaria Jord.[1]
- Colymbada alpestris (Hegetschw.) Rauschert[1]
- Colymbada calcarea (Jord.) Holub[1]